# Tongeschlecht
Tongeschlecht (ital. modo, frz. mode) ist eine Eigenschaft von Tonarten, Tonleitern, Akkorden, aber auch von Musikstücken oder musikalischen Abschnitten, die durch die Zuordnung zu Dur oder Moll beschrieben wird. Hauptunterscheidungsmerkmal zwischen Dur und Moll ist die Art der Terz über dem Grundton: Die große Terz steht für Dur (engl. major), die kleine für Moll (engl. minor). Es besteht heute die Konvention, in beschreibenden Texten bei Tonarten das Dur-Geschlecht durch Großbuchstaben, das Moll-Geschlecht durch Kleinbuchstaben zu kennzeichnen, z. B. C-Dur (oder kurz: C) und c-Moll (oder kurz: c). Unabhängig davon werden in der Akkordsymbolschrift Moll-Akkorde üblicherweise durch ein nachgestelltes kleines m, seltener durch ein hochgestelltes Minuszeichen, (z. B. Cm bzw. C- für c-Moll) bezeichnet.

## Geschichte
Das Wort Tongeschlecht kam im 18. Jahrhundert als Übersetzungswort für Genos auf. Dieser Begriff umfasste in der griechischen Musiktheorie die  Diatonik, Chromatik und Enharmonik. Diese sind jedoch nur eingeschränkt mit unseren heutigen Begriffen von Diatonik, Chromatik und Enharmonik gleichzusetzen.
Im System der Kirchentöne galten bis ins 18. Jahrhundert Modus major und Modus minor (Cantus durus und Cantus mollis) als Tongeschlechter (genera). Die 12 Modi dagegen (z. B. a-Äolisch oder C-Ionisch) wurden als Tonarten (species) angesehen.
Im Verlauf des 18. Jahrhunderts wurden die älteren Modi (Dorisch, Phrygisch etc.) durch die jüngeren (Ionisch und Äolisch) nahezu vollständig verdrängt. Diese wurden fortan als Tongeschlechter (genera) betrachtet: aus Ionisch wurde Dur, aus Äolisch Moll. Als Tonarten galten von da an die Transpositionsstufen von Dur und Moll (z. B. D-Dur oder fis-Moll).